# Narciarski Raj w Chrzanowie
Narciarski Raj u Rzetelskiego w Chrzanowie – ośrodek narciarski na Roztoczu Zachodnim w Chrzanowie IV. Stoki narciarskie znajdują się na północno-zachodnich zboczach bezimiennego wzgórza o wysokości 320 m n.p.m., o kilometr na północny wschód od centrum Chrzanowa IV.

## Wyciągi i trasy
Różnica poziomów między najwyższym i najniższym punktem ośrodka wynosi około 68 m. W skład stacji narciarskiej wchodzi 6 wyciągów:
- (A) 4-osobowy wyciąg krzesełkowy o długości około 350 m, z krzesełkami niewyprzęganymi produkcji firmy Bartholet Maschinenbau AG (Szwajcaria, pierwsza w Polsce kolej tej firmy)[1] z taśmą rozpędową. Wyciąg ten poprzednio funkcjonował w ośrodku Stok Narciarski Telegraf w Kielcach, z którego został przeniesiony w 2017 roku,
- (B) 3 równoległe do siebie wyciągi talerzykowe, każdy o długości około 310 m,
- (C) wyciąg talerzykowy dla początkujących narciarzy, o długości około 100 m,
- (D) wyciąg zaczepowy dla dzieci o długości około 70 m, ośla łączka (10) ma długość 80 m[2].

W ośrodku wytyczono 11 tras zjazdowych:
- 5 o czerwonym stopniu trudności: (1) o długości 650 m, (3) 550 m, (5) 350 m, (7) 450 m i (8) 500 m
- 3 o niebieskim stopniu trudności: (4) o długości 250 m, (6) 350 m i (11) 250 m
- 3 o zielonym stopniu trudności: (2) o długości 700 m – nartostrada, (9)  100 m, wzdłuż wyciągu (C) i (11) ośla łączka o długości 80 m wzdłuż wyciągu (D)[2].

Wszystkie trasy są sztucznie naśnieżane i ratrakowane. 9 tras jest oświetlonych.

## Pozostała infrastruktura
Do dyspozycji narciarzy i snowboardzistów są tu:
- karczma, pizzeria i grill
- wypożyczalnia i serwis sprzętu
- szkoła narciarska i snowboardowa
- WC i parking[2].

## Operator
Operatorem i właścicielem stacji jest spółka cywilna „Narciarski Raj” – Chrzanów IV – Piotr Rzetelski, SNOW SPORT Adam Ostrowski, Łukasz Rzetelski, Piotr Rzetelski.

## Historia
Stacja narciarska zaczęła działać w sezonie 2006/2007. Miała wtedy nazwę Narciarski Raj „Skała” u Rzetelskiego. Wyciąg krzesełkowy został uruchomiony w połowie stycznia 2018 roku.